# 逆江坪乡
溯溪，是中华人民共和国湖南省常德市鼎城区下辖的一个乡镇级行政单位。

## 行政区划
逆江坪乡下辖以下地区：
逆江坪村、二家湾村、黄殿溪村、清塘湖村、湖江坪村、廖花河村、木龙冲村、栎树坝村、土桥冲村、新庵冲村、鸿鹤陂村、高岩塘村、柏叶坪村、老屋坪村和高峰村。